# Пандольфи Альберичи, Франческо Мария
Франческо Мария Пандольфи Альберичи (итал. Francesco Maria Pandolfi Alberici; 18 марта 1764, Орвието, Папская область — 3 июня 1835, Рим, Папская область) — итальянский куриальный кардинал. Префект Дома Его Святейшества и префект Апостольского дворца с 30 сентября 1831 по 2 июля 1832. Кардинал in pectore с 30 сентября 1831 по 2 июля 1832. Кардинал-дьякон со 2 июля 1832, с титулярной диаконией Санта-Приска с 17 декабря 1832.